# Erich Kästner

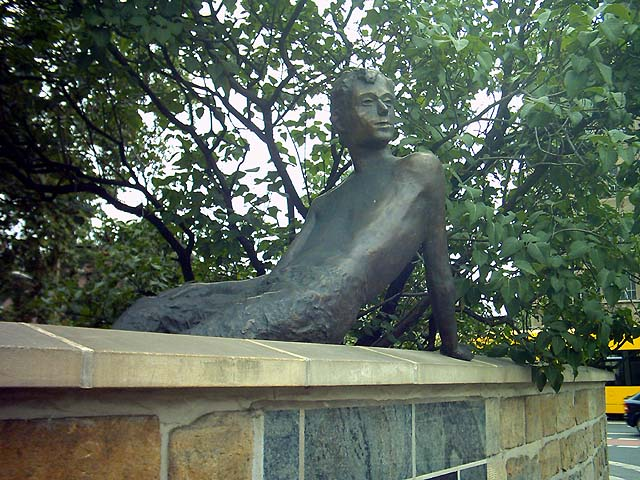
Estátua de bronze na frente do Museu de Erich Kästner, em Dresden.

Emil Erich Kästner (Dresden, 23 de fevereiro de 1899 – Munique, 29 de julho de 1974) foi um escritor, jornalista, cabaretista e roteirista alemão.
Sua carreira começou durante a República de Weimar com seus poemas, resenhas e ensaios repletos de críticas sociais e antimilitarismo, em diversos periódicos renomados àquela época.
Depois do início da ditadura hitlerista, ele foi um dos poucos intelectuais proeminentes contrários ao nacional-socialismo que permaneceram na Alemanha, embora suas obras tivessem feito parte da lista de livros queimados e difamados como “anti-alemães” em maio de 1933, e tivessem sido banidas durante o regime. Apesar de várias represálias, ele pôde trabalhar como roteirista sob um pseudônimo para alguns filmes de comédia, por exemplo, e pôde assegurar sua renda com publicações de suas obras no exterior.
Com a derrota do regime hitlerista na Segunda Guerra Mundial, foi novamente possível para Kästner escrever sem restrições a partir da metade de 1945,  . De 1951 a 1962, ele foi presidente do centro P.E.N. (Centro de Poetas, Ensaístas e Novelistas) da Alemanha Ocidental. Como pacifista, nos anos 1950 e 1960, em várias ocasiões, ele se posicionou publicamente, entre outras coisas, contra as políticas do governo Adenauer,  contra o rearmarmento, em relação ao caso “Spiegel-Affair” e em apoio ao movimento antinuclear.
Sua popularidade deve-se, principalmente, a seus livros infantis, como, por exemplo, Emil und die Detektive (Emil e os Detetives) de 1929, Das fliegende Klassenzimmer (A Sala de Aula Voadora) de 1933, e Das doppelte Lottchen (Cachos e Tranças) de 1949, bem como a seus poemas, epigramas e aforismos às vezes reflexivos, às vezes humorísticos e satíricos. Uma de suas mais conhecidas coletâneas de poesia, foi publicada pela primeira vez em 1936 pela editora suíça Atrium sob o título de Doktor Erich Kästners Lyrische Hausapotheke (A farmacinha poética do doutor Erich Kästner).

## Vida

### Dresden 1899-1919
Erich Kästner nasceu em Dresden na Rua Königsbrücker 66.  Cresceu num ambiente de classe média baixa no bairro de Äussere Neustadt na mesma cidade. Próximo a sua casa de infância, encontra-se a mansão do seu tio Franz Augustin, onde atualmente no térreo fica a sede do Erich Kästner Museum.
Seu pai, Emil Richard Kästner (1867-1957) trabalhou como curtidor numa fábrica de malas. Sua mãe, Ida Kästner, nascida Augustin (1871-1951), foi empregada doméstica e governanta, tornando-se cabeleireira por volta de seus 30 anos. Com ela, Kästner tinha uma relação muito forte. Ainda criança, acreditava ser o único objeto de seu amor, sem que ninguém mais tivesse importância na vida dela.  Durante o seu período em Leipzig e Berlim, escrevia diariamente cartas e postais de caráter pessoal para sua mãe. Mais tarde rumores não confirmados viriam a especular sobre a possibilidade do médico da família, o judeu Emil Zimmermann, ser o pai biológico de Kästner.
“venho de uma família de poucos recursos, meu pai era um operário especializado e, é claro, um socialdemocrata. Quando criança eu vi os trabalhadores entrarem em greve e a polícia, de sabre em punho, avançar sobre o pessoal, que em troca quebrava as lâmpadas da rua com paralelepípedos, e eu via tudo isso chorando ao lado minha mãe. Meu pai estava lá -  já temos aí dois acontecimentos decisivos.“

Erich Kästner
Em 1913 Kästner iniciou seus estudos para o exercício de magistério no Freiherrlich von Fletchersche Lehreseminar localizada na Marienallee, no bairro de Dresden-Neustadt, e, após três anos e próximo à conclusão, ele abandonou sua formação de professor de primário. Mais detalhes do seu tempo escolar podem ser encontrados no seu livro Das fliegende Klassenzimmer. Kästner também descreveu sua infância no livro autobiográfico de 1957 Als ich ein Kleiner Junge war (Quando eu era menino), onde comentou o início da Primeira Guerra Mundial : “a Grande Guerra começou, e a minha infância chegou ao fim.”
Em 1917 ele foi convocado pelo exército e serviu por um ano numa companhia voluntária de artilharia pesada. A brutalidade do seu treinamento o marcou e o transformou num antimilitarista. Além disso, por conta do treino pesado do seu instrutor Waurich, ele desenvolveu um problema crônico de coração, o que rendeu um poema crítico ao instrutor (Sergeant Waurich). Com o fim da guerra, Kästner terminou a sua formação de professor na Strehlener Lehrerseminar e, um ano depois, seu Abitur (exame de conclusão de ensino médio) no König-Georg-Gymnasium com distinção e obteve uma bolsa de estudos áurea da cidade de Dresden.
“A experiência decisiva foi, é claro, a minha participação na guerra. Quando se é convocado aos 17 e a metade da sua turma já morreu, e é sabido que as amizades se formam com colegas que ingressaram em datas próximas, se é mais antimilitarista que nunca.  E uma dessas animosidades, uma das mágoas de um jovem, a mais importante, é a raiva aos militares, ao armamento, à indústria bélica.”

Erich Kästner

### Berlim 1927-1933
Os anos compreendidos entre 1927 e 1933, até o final da República de Weimar, durante os quais Kästner viveu em Berlim, são conhecidos como os mais produtivos do escritor. Depois de poucos anos, ele já era considerado um dos intelectuais mais importantes de Berlim. Publicou seus poemas, críticas, reportagens e resenhas em diferentes revistas e jornais berlinenses. Trabalhava regularmente como escritor freelancer para diferentes jornais diários, como o Berliner Tageblatt e o Vossische Zeitung, e também para semanários, como a Die Weltbühne. Desde 1928, foi assessorado por sua secretária pessoal, Elfriede Mechnig, que o acompanhou por quarenta e cinco anos.
Hans Sarkowicz e Franz Josef Görtz, os organizadores da edição completa de 1998, citam no posfácio da obra mais de trezentos e cinquenta artigos comprovadamente escritos por Käster enquanto jornalista, entre 1923 e 1933; a soma real de artigos pode ser ainda maior. Uma das razões possíveis para ter se perdido tanto desse trabalho, pode se dever ao fato de a casa do escritor ter sido completamente destruída por um incêndio em 1944.
Kästner publicou seu primeiro livro, Herz auf Taille [Coração na cintura], em 1928, uma coletânea de poemas do tempo que passou em Leipzig. Até 1933, publicou outras três coleções de poemas. Com sua poesia, Kästner avançou em direção às mais importantes vozes do movimento Neue Sachlichkeit [Nova Objetividade].

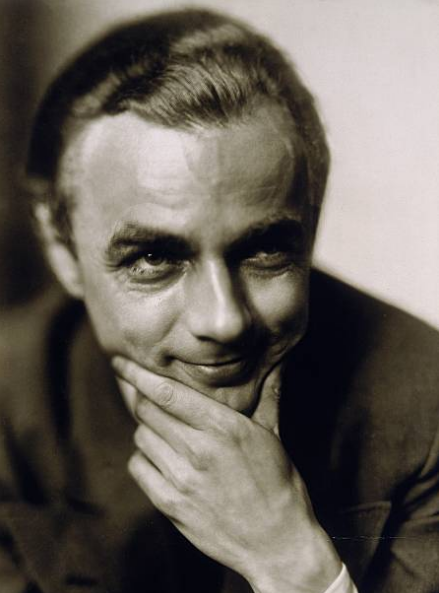
Erich Kästner (em 1930)

Em 15 de outubro de 1929, era lançado o primeiro livro infantil do autor, Emil und die Detektive [Emil e os detetives]. A história de detetive foi criada por sugestão de Edith Jacobsohn. O livro teve mais de dois milhões de cópias vendidas só na Alemanha e até hoje já foi traduzido para cinquenta e nove línguas. O romance, ambientado na cosmopolita Berlim de seu tempo, era incomum para a Literatura Infantil, que àquela época não estava acostumada fora das fronteiras de seu ‘asséptico’ mundo encantado. Nos anos seguintes, Kästner escreveu mais dois livros referidos como Literatura Infantil contemporânea: Pünktchen und Anton [Pontinho e Anton] (1931) e Das fliegende Klassenzimmer [A sala de aula voadora] (1933). Uma parte essencial do sucesso dos livros se devia às ilustrações de Walter Trier.
A versão cinematográfica de Emil e os detetives, dirigida por Gerhard Lamprecht, foi um grande sucesso de 1931. Kästner, no entanto, não estava satisfeito com o roteiro que Lamprecht e Billy Wilder haviam escrito. Na sequência, trabalhou como roteirista para os estúdios de Babelsberg.
Em 1931, Kästner publicou o romance Fabian – Die Geschichte eines Moralisten [Fabian - A história de um moralista], escrito em uma técnica quase cinematográfica: cenas rápidas e montagens foram de grande importância estilística e foi ambientado na Berlim no início dos anos 1930. Sob o exemplo do germanista desempregado Jakob Fabian, Kästner descreve o ritmo e a agitação da época, bem como o declínio da República de Weimar. Também sua própria atividade como publicitário em Berlim tem um reflexo na figura de Fabian.
Entre 1927 e 1929, Kästner morou na Prager Straße, número 17 (hoje talvez número 12), no bairro berlinense de Wilmersdorf. Depois, até fevereiro de 1944, na Roscherstraße, número 16, no bairro berlinense de Charlottenburg.

### Berlim 1933-1945
Ao contrário de quase todos os seus colegas dissidentes, Kästner não emigrou após a tomada de poder dos nacional-socialistas no dia 30 de janeiro de 1933. É fato que, imediatamente após a data, ele foi por um breve período para Merano e para a Suíça, onde se encontrou com colegas já emigrados, mas em seguida retornou a Berlim. Kästner justificou a atitude, entre outras coisas, pelo fato de que queria ser um cronista dos acontecimentos locais. Na verdade, ele coletava materiais da época e fazia grandes anotações em taquigrafia de Gabelsberg em um diário secreto, para um futuro romance sobre o “Terceiro Reich”. Ele escondia esse livro de capa azul em sua biblioteca, mas, levava-o consigo para o abrigo antiaéreo em bombardeios durante a guerra, razão pela qual – diferentemente de seus quatro mil livros – permaneceu preservado. Tão importante quanto escrever o  romance, era o desejo de não deixar sua mãe sozinha. De certa forma, ele forneceu uma resposta através do epigrama Notwendige Antwort auf überflüssige Fragen (da obra: Kurz und bündig) [Respostas necessárias para perguntas desnecessárias (da obra: Curto e grosso)]
„Ich bin ein Deutscher aus Dresden in Sachsen.
Mich läßt die Heimat nicht fort.
Ich bin wie ein Baum, der – in Deutschland gewachsen –
wenn’s sein muss, in Deutschland verdorrt.“
[„Sou um alemão de Dresden na Saxônia.
Minha terra não me deixa ir.
Sou como uma árvore que – crescida na Alemanha –
se necessário ali irá ressequir.”]
No regime nazista, Kästner era odiado por ser popular, cosmopolita, urbano, um “escritor do asfalto”. Ele foi várias vezes interrogado pela Gestapo e expulso da associação de escritores. Suas obras foram queimadas por serem “contra o espírito alemão” na Queima de Livros de 1933, o que ele mesmo assistiu de perto. O pedido de admissão de Kästner à Reichsschrifttumskammer (Câmara de Literatura do Reich) foi recusado devido à sua “atitude de cultura bolchevista na literatura pré-1933”, o que se deu principalmente por conta de sua assinatura no “Apelo Urgente por Unidade” (não esquecer de linkar)  da Militante Socialista Internacional em junho de 1932. Isso equivalia a uma proibição de publicação em território alemão. O editor Kurt Leo Maschler, que era amigo de Kästner, tomou os direitos da editora berlinense, Williams & Co. Assim, os livros de Kästner foram publicados na Suíça pela editora Atrium, fundada por Maschler.
No entanto, Kästner (ao contrário do que ele mesmo e seus biógrafos relatam sobre seu trabalho na época do Nacional-Socialismo) trabalhou muito e com muito sucesso usando um pseudônimo. Segundo Hermann Kurzke, Kästner estava no auge de sua produtividade e forneceu à indústria de entretenimento do “Terceiro Reich” textos de teatro e vários roteiros de filmes (às vezes como coautor).  Das lebenslängliche Kind [A Criança Perpétua] foi particularmente bem-sucedido; no exterior e no período pós-guerra foi comercializado como livro e filme sob o título Drei Männer im Schnee [Três Homens na Neve].
Com uma licença especial, Kästner escreveu sob o pseudônimo de „Berthold Bürger” o roteiro de Münchhausen, o prestigiado filme de aniversário da UFA. Sua contribuição para o roteiro do filme de Heinz Rühmann, Ich vertraue Dir meine Frau an [Eu confio minha esposa a você], escrito com Bobby E. Lüthge e Helmut Weiss, não pode mais ser avaliada hoje.
Em 1943, Kästner precisou deixar seu apartamento em Berlim devido à evacuação de civis causada por ataques aéreos. Ele foi morar com amigos em Neubabelsberg. Seu apartamento em Charlottenburg foi destruído por bombas em 1944.
No dia 7 de março de 1945, viajou para Mayrhofen, em Tirol, com uma suposta equipe de filmagem de sessenta membros para lá esperar pelo fim da guerra. Esse período foi registrado por Kästner em um diário, publicado em 1961 sob o título Notabene 45.

### Munique 1945-1974

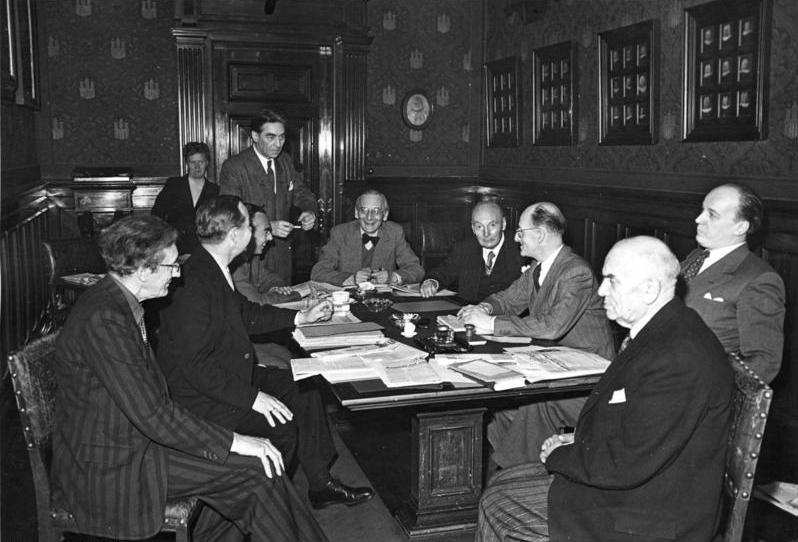
Conferência do recém-fundado centro PEN da Alemanha, em 1949 em Hamburgo.

Após o fim da Segunda Guerra Mundial, Kästner mudou-se para Munique, onde dirigiu, até 1948, a seção de artes do Neue Zeitung e publicou a revista infanto-juvenil Pinguin. Ao mesmo tempo, dedicou-se cada vez mais ao cabaré literário. Trabalhou para o Die Schaubude (1945-1948) e para o Die kleine Freiheit (a partir de 1951) e, ainda, para o rádio. Nessa época, Kästner produziu diversos números artísticos, músicas, peças radiofônicas, discursos e ensaios que tratavam do Nacional Socialismo, das guerras e da realidade na Alemanha destruída, entre eles Marschlied 1945 [Canção da marcha 1945], Deutsche Ringelspiel [Carrossel alemão] e o livro infantil Die Konferenz der Tiere [ A conferência dos animais].
O otimismo de Kästner frente ao período inicial do pós-guerra contrastava com a resignação dos alemães ocidentais que tentavam voltar à normalidade por meio da Reforma Monetária e o Milagre Econômico. Somado a isso, fortaleciam-se as vozes que clamavam pela recriação do Exército Alemão. Kästner manteve-se fiel ao seu antimilitarismo - participou das Ostermärschen [Marchas da Páscoa] como orador e mais tarde também posicionou-se fortemente contra a Guerra do Vietnã. Seu engajamento foi de oposição também às medidas governamentais, que via como limitações à liberdade de imprensa. Assim, em 1952, protestou contra a Gesetz über die Verbreitungjugendgefährdender Schriften [Lei sobre a Difusão de Escritos Nocivos para os Jovens] e, em 1962, foi um dos primeiros intelectuais a voltar-se contra as buscas e prisões durante o Caso Spiegel.
No entanto, ele publicou cada vez menos, situação criada por seu crescente alcoolismo. Kästner não encontrou qualquer ligação com a literatura do pós-guerra e, nos anos 50 e 60, era visto e apreciado principalmente como autor de livros infantis. A redescoberta da sua obra literária do tempo da República de Weimar só começou nos anos 70; a primeira adaptação cinematográfica de Fabian, por exemplo, foi realizada em 1980.
No entanto, Kästner foi muito bem sucedido. Seus livros infantis foram traduzidos para vários idiomas,adaptados para o cinema e ele  recebeu muitos prêmios. Kästner tornou-se presidente do Centro P.E.N. (Poetas, Ensaístas e Novelistas) da Alemanha Ocidental em 1951, cargo que ocupou até 1962. Em 1965 foi eleito seu presidente honorário. Foi também um dos fundadores da Biblioteca Internacional da Juventude (Internationale Jugendbibliothek) em Munique.
Kästner permaneceu solteiro ao longo da sua vida; no entanto, alguns de seus amores e relacionamentos duraram muitos anos. Seu filho Thomas nasceu em 1957. De 1964 a 1969 Kästner viveu com sua namorada Friedel Siebert (1926-1986) e seu filho em uma vila na Parkstraße 3a em Berlim-Hermsdorf próximo ao Waldsee. A vida de Kästner oscilou entre sua namorada em Berlim e sua companheira Luiselotte Enderle em Munique. Ele também passou muito tempo em sanatórios.
Em 1969, Kästner comemorou seus 70 anos em Waldsee na região de Hermsdorf no bairro berlinense Reinickendorf . No mesmo ano, Friedel Siebert se separa de Kästner e se muda para a Suíça com Thomas. Em 1977 é publicada Briefe aus dem Tessin, uma coleção de cartas escritas nos anos 60 para o filho e sua mãe. Seus dois últimos livros infantis Der Kleine Mann (O Pequeno Homem) e Der kleine Mann und die kleine Miss (O pequeno homem e a pequena miss) foram dedicados a Thomas.
Kästner frequentemente declamava a sua obra, tendo nos anos 20 gravado as suas obras mais aclamadas em discos de goma laca. Nas adaptações cinematográficas dos seus livros ele atuava como narrador, como por exemplo na adaptação  dos anos 1950 de Das doppelte Lottchen(cachos e tranças) e na primeira versão radiofônica de Pünktchen und Anton .   Ele recitou poemas, historias e epigramas, e gravou a sua adaptação de Till-Eulenspiegel  (variante cultural alemã de Pedro Malasartes) em disco para o Literarisches Archiv der Deutschen Grammophon. E por último, mas não menos importante, Kästner também teve vários eventos literários solos, incluindo no Cuvillés-Theater de Munique, e uma leitura para o rádio da sua obra Als ich ein kleiner Junge war.
A partir de 1965 ele praticamente encerra sua atividade literária. Pouco antes de morrer, autoriza que usem o seu nome para uma instituição de acolhimento de crianças. Kästner morre no dia 29 de julho de 1974 na Klinikum Neuperlach de um câncer no esôfago. É cremado e enterrado no cemitério de Bogenhausen em Munique.

## Memoriais
Em Dresden-Neustadt (Rua Anton 1 na Albertplatz), se encontra, na Vila Augustin, o Museu Erich Kästner, que é apoiado por uma associação. Lá, foi colocada sobre um muro uma escultura de bronze, que representa um jovem Kästner sentado: “Eu adorava me sentar no muro do jardim e observar a vida e o movimento de Albertplatz. Os bondinhos (...) paravam bem perto de mim, como se fizessem isso para mim, por minha causa”. A escultura de Kästner foi criada pelo escultor e pintor húngaro Mátyás Varga, filho de Imre Varga.
Uma placa comemorativa foi anexada na casa em que nasceu, que fica na rua Königsbrücker, 66, próxima ao museu. Em Berlim, há outras duas placas nas casas da rua Park 3ª em Berlim-Hermsdorf e na atual rua Prag 6-10 em Berlim-Wilmersdorf. Um monumento – simbolizando alguns dos livros de Kästner, junto com um chapéu e um cinzeiro – se encontra em Dresden, em Albertplatz.

### Escolas
Dezenas de escolas receberam o nome de Kästner.

### Legado
A instituição Erich Kästner Kinderdorf em Oberschwarzach, próximo a Schweinfurt, preserva desde o início dos anos 1990, a pedido de Erich Kästner e Luiselotte Enderle, o acervo do autor, incluindo 8200 livros de sua biblioteca particular e inúmeros objetos particulares de seu cotidiano.
Os manuscritos de Kästner estão no DeutschesLiteraturarchiv Marbach (Arquivo de Literatura Alemã de Marbach). Parte deles estão no Literaturmuseum der Moderne (Museu da Literatura contemporânea), também em Marbach. Essas obras, incluindo os originais datilografados de seus romances “Emil e os detetives” e “Fabian”, podem ser vistos na exposição permanente do museu. 

## Obras (seleção)

### Edições originais
- Herz auf Taille, 1928
- Emil und die Detektive (Emílio e os Detectives), 1929
- Lärm im Spiegel, 1929
- Leben in dieser Zeit, 1929
- Ein Mann gibt Auskunft, 1930
- Das letzte Kapitel, 1930
- Ballade vom Nachahmungstrieb, 1930
- Arthur mit dem langen Arm, 1931
- Pünktchen und Anton, 1931
- Der 35. Mai oder Konrad reitet in die Südsee, 1932
- Das verhexte Telefon, 1932
- Fabian. Die Geschichte eines Moralisten, 1931
- Gesang zwischen den Stühlen, 1932
- Das fliegende Klassenzimmer (A Sala de Aula Voadora), 1933
- Drei Männer im Schnee (Três Homens na Neve), 1934
- Emil und die drei Zwillinge, 1934
- Die verschwundene Miniatur (A Miniatura Desaparecida), 1935
- Doktor Erich Kästners Lyrische Hausapotheke, 1936
- Der Zauberlehrling (fragmento de romance), 1936
- Georg und die Zwischenfälle (Der kleine Grenzverkehr), 1938
- Das doppelte Lottchen, 1949
- Die Konferenz der Tiere (A Conferência dos Animais), 1949
- Die dreizehn Monate, 1955
- Die Schule der Diktatoren, 1957
- Als ich ein kleiner Junge war, 1957
- Die Ballade vom Nachahmungstrieb, 1959
- Notabene 45, 1961
- Das Schwein beim Friseur, 1962
- Der kleine Mann, 1963
- Der kleine Mann und die kleine Miss, 1967
- …was nicht in euren Lesebüchern steht, 1968

### Edições em português (Brasil)
Emil und die Detektive:
- Emil e os Detetives, Ed.Pavio - Record

Emil und die drei Zwillinge:
- Emil e os Trigêmeos, Ed.Pavio - Record

Das doppelte Lottchen:
- As Duas Lolotas - Melhoramentos
- Cachos e Tranças, Ed.Pavio - Record

### Coletâneas
- Bei Durchsicht meiner Bücher. Coleção de poemas. Atrium, Zurique 1985, ISBN 3-85535-912-1
- Gedichte. Reclam, Stuttgart 1987, ISBN 3-15-008373-7
- Werke in neun Bänden. Hanser, Munique/Vienna 1998, ISBN 3-446-19563-7
- Das große Erich Kästner Lesebuch, ed. por Sylvia List. dtv, Munique 1999, ISBN 3-423-12618-3
- Dieses Na ja!, wenn man das nicht hätte! cartas de 1909–1972 (seleção), ed. por Sven Hanuschek. Atrium, Zurique 2003, ISBN 3-85535-944-X

## Filmografia (seleção)
Existem mais de 40 adaptações cinematográficas de vários países, derivados das obras de Kästner:
- 1931: Dann schon lieber Lebertran
- 1931: Emil und die Detektive
- 1935: Emil and the Detectives
- 1936: Tři muži ve sněhu – (versão checa de Emil und die Detektive)
- 1936: Stackars miljonärer – (versão sueca de Drei Männer im Schnee)
- 1938: Drei Männer im Paradies (Paradise for Three)
- 1940: Frau nach Maß
- 1943: Münchhausen (As Aventuras do Barão de Munchhausen)[1]
- 1943: Der kleine Grenzverkehr
- 1950: Das doppelte Lottchen
- 1953: Twice upon a Time (versão britânica de Das doppelte Lottchen)
- 1953: Pünktchen und Anton
- 1954: Emil und die Detektive
- 1954: Das fliegende Klassenzimmer
- 1955: Drei Männer im Schnee
- 1961: Die Vermählung ihrer Eltern geben bekannt (The Parent Trap, versão estadunidense de Das doppelte Lottchen)
- 1963: Liebe will gelernt sein
- 1964: Emil and the Detectives
- 1969: Konferenz der Tiere (desenho animado)
- 1973: Das fliegende Klassenzimmer
- 1974: Drei Männer im Schnee
- 1980: Fabian
- 1994: Charlie & Louise – Das doppelte Lottchen
- 1995: It Takes Two (Eins und eins macht vier) (outra adaptação de Das doppelte Lottchen)
- 1998: Ein Zwilling kommt selten allein (The Parent Trap, outra adaptação de Das doppelte Lottchen)
- 1999: Pünktchen und Anton
- 2001: Emil und die Detektive
- 2003: Das fliegende Klassenzimmer
- 2007: Das doppelte Lottchen (animação)

## Prêmios (seleção)
- 1957 - Prêmio Georg Büchner
- 1959 - Bundesverdienstkreuz
- 1960 - Prêmio Hans Christian Andersen[2]

## Literatura (seleção)

### Em alemão
- Luiselotte Enderle: Erich Kästner in Selbstzeugnissen und Bilddokumenten. Rowohlt, Reinbek 1966, ISBN 3-499-50120-1
- Isa Schikorsky: Erich Kästner. dtv, Munique1998, ISBN 3-423-31011-1
- Franz Josef Görtz, Hans Sarkowicz: Erich Kästner – Eine Biographie. Piper, Munique/Yurique 2003, ISBN 3-492-23760-6
- Sven Hanuschek: Erich Kästner. Rowohlt, Reinbek 2004, ISBN 3-499-50640-8

### Em português
- Bossmann, Reinaldo. Dados biográficos de Erich Kästner. Revista Letras. Curitiba (UFPR), v. 5-6, p. 65-79, 1956.